# Вартислав V
Вартислав V (1 ноября 1326, Грайфсвальд — между 18 октября и 31 декабря 1390, Штральзунд) — князь (герцог) Вольгастско-Рюгенский (1326—1368) и Щецинецкий (1368—1390).

## Биография
Младший (посмертный) сын князя Вольгастско-Рюгенского Вартислава IV и Эльжбеты фон Линдов-Руппин. Старшие братья — князья Богуслав V Великий и Барним IV.
11 июля 1343 года Вартислав вместе с братьями Богуславом V и Барнимом IV участвовал в заключении союзного договора с польским королём Казимиром Великим, направленном против тевтонских рыцарей-крестоносцев. Поморские князья обещали предоставить Польше отряд из 400 вооруженных воинов в случае войны с Тевтонским орденом и запретить крестоносцам из Западной Европы перемещаться в Пруссию через свои владения.
После смерти в 1365 году своего брата Барнима IV Вартислав при поддержке герцога Мекленбурга стал добиваться от старшего брата Богуслава Великого выделения с себе отдельного удельного княжества. 25 мая 1368 года после первого раздела Вольгастского герцогства Вартислав получил во владение землю Нойштеттин (Щецинек). 8 июня 1372 года во время второго раздела Нойштеттин был окончательно закреплен за Вартиславом.
Несмотря на получение княжества и шестой части его доходов, Вартислав неохотно занимался государственными делами. Он увлекался играми, путешествиями, охотой и разведением диких животных.
Не был женат и не имел детей.
Он был похоронен в монастыре бенедиктинцев в Пудагле на острове Узедом.